# Made of Scars
"Made of Scars" é uma canção escrita e gravada pela banda Stone Sour.
É o quarto single do segundo álbum de estúdio lançado a 31 de Julho de 2006, Come What(ever) May.

## Paradas
| Ano  | Parada                     | Posição |
| ---- | -------------------------- | ------- |
| 2007 | Hot Mainstream Rock Tracks | 12      |